# 世尊寺行能
世尊寺 行能（せそんじ ゆきよし、治承3年（1179年） - 建長7年（1255年）？）は、鎌倉時代前期の公卿・能書家・歌人。太皇太后宮亮・藤原伊経の長男。官位は従三位・右京大夫。世尊寺家の第8代目当主。「世尊寺」の家名は行能の代より用いられたとされている。

## 経歴
後鳥羽院政期初頭の建仁元年（1201年）叙爵し、元久元年（1204年）宮内権少輔に任ぜられる。その後、元久2年（1205年）従五位上、元久4年（1207年）正五位下と昇進するが、後鳥羽院政期中期以降昇進が止まり、承久2年（1220年）になって13年振りに昇叙されて、ようやく従四位下となる。
承久3年（1221年）に発生した承久の乱後は、承久4年（1222年）従四位上・修理大夫、嘉禄3年（1227年）正四位下に叙任されるなど、再び昇進した。安貞2年（1228年）摂関に復帰した関白・九条道家の信任を受け、寛喜元年（1229年）道家は娘竴子の入内の際に用いる屏風の色紙形作成の功労などを賞して、美作国にあった蓮華王院領の一部を行能に与えている。また、鎌倉幕府とも関係が深く、東国に下った時に詠んだ和歌が『続古今和歌集』に所収されている。
天福元年（1233年）四条天皇の大嘗会における悠紀主基屏風色紙形の清書を行能が担当することになったが、行能はそこに記す和歌に自作のものを採用するように願った。和歌は当代を代表する歌人が詠むものとされ、清書役が詠んだ先例がないためにこのことが問題視されたが、藤原定家は行能の和歌にはそれだけの才能があること、世尊寺家は代々色紙形を書く時に備えて歴代の色紙形を練習に用いているので問題はないと行能を推挙している。文暦元年（1234年）には、自身の和歌も採録された『新勅撰和歌集』の清書を担当する。
嘉禎2年（1236年）従三位に叙せられたが、これは世尊寺家の3代目藤原伊房が失脚して以来、約150年ぶりの世尊寺家からの三位叙位となった。仁治元年（1240年）に出家。法名は寂然。家を養子の経朝（広橋頼資の子）に譲っている。
勅撰歌人として、『新古今和歌集』（1首）以下の勅撰和歌集に47首が採録されている。

## 官歴
『諸家伝』による。
- 建仁元年（1201年） 正月6日：従五位下（臨時）
- 元久元年（1204年） 10月26日：宮内権少輔
- 元久2年（1205年） 正月10日：従五位上
- 元久4年（1207年） 正月6日：正五位下、止少輔
- 承久2年（1220年） 正月22日：従四位下
- 承久4年（1222年） 正月29日：従四位上。10月16日：修理大夫
- 嘉禄2年（1226年） 12月16日：去権大夫
- 嘉禄3年（1227年） 正月5日：正四位下
- 文暦2年（1235年） 9月10日：右京大夫
- 嘉禎2年（1236年） 6月13日：従三位（書左近衛府額賞）、元右京大夫
- 延応2年（1240年） 11月26日：出家

## 系譜
『尊卑分脈』による。
- 父：藤原伊経
- 母：法橋増宗の娘
- 養子女
  - 男子：世尊寺経朝（1215-1276） - 実は広橋頼資の子
  - 女子：源具氏室 - 実は高階経雅の娘